# Champsochromis spilorhynchus
Champsochromis spilorhynchus è una specie di pesci della famiglia dei Ciclidi. La si può trovare in Malawi, Mozambico, e Tanzania. Il suo habitat naturale sono i laghi di acqua dolce.